# Pavlina Akritas
Pavlina Akritas (* 5. Januar 1985 in Larnaka) ist eine ehemalige zyprische Tennisspielerin.

## Karriere
Pavlina Akritas, die am liebsten auf Sandplätzen spielte, begann im Alter von sieben Jahren mit dem Tennis.
Sie hat weder auf dem ITF Women’s Circuit noch auf der WTA Tour an einem Turnier teilgenommen. 
An der University of Illinois spielte sie College Tennis.
2000 spielte sie für die zyprische Fed-Cup-Mannschaft. Von sieben Partien gewann sie keine.